# Stutögat (Laxarby socken, Dalsland, 655862-129938)
Stutögat är en sjö i Bengtsfors kommun i Dalsland och ingår i Göta älvs huvudavrinningsområde.